# 橋中義憲
橋中 義憲（はしなか よしのり、1948年（昭和23年）11月30日 - ）は、日本の政治家。元石川県羽咋市長（1期）。元羽咋市議会議員。旭日双光章受章。

## 来歴
東京農業大学農学部中退。羽咋市議会議員を経て、2004年の羽咋市長選挙に立候補し、現職を破って当選する。2008年の市長選挙に立候補し、再選を目指したが、元羽咋市議会議長の山辺芳宣に敗れた。2019年4月 春の叙勲で旭日双光章を受章。